# Majgull Axelsson
Majgull Irene Axelsson, född Andersson den 14 februari 1947 i Landskrona, är en svensk journalist, dramatiker och romanförfattare.

## Biografi
Majgull Axelsson växte upp i Nässjö och utbildade sig till journalist vid Poppius journalistskola. Hon har arbetat som reporter på tidningar som Tranås-Posten, Smålands Folkblad, Folkbladet Östgöten och Västgöta-Demokraten. Dessutom har hon haft befattning som informationssekreterare vid Utrikesdepartementet, och varit chefredaktör vid Beklädnadsarbetareförbundets tidning Beklädnadsfolket och för fackförbundstidningen Statstjänstemannen. Hennes första böcker var sakprosa och handlade om problemen med barnprostitution och gatubarn i tredje världen samt fattigdomen i Sverige.
Hon debuterade som romanförfattare 1994 med Långt borta från Nifelheim, och har därefter skrivit flera romaner. För sitt författarskap har Majgull Axelsson blivit belönad med bland annat Guldpocket för säljframgångarna med Aprilhäxan, samt med Augustpriset för samma roman. Hon är översatt till 23 språk. I Sverige är hon utgiven på Brombergs bokförlag. 
Hon debuterade som dramatiker 2002 med Lisalouise, som detta år hade urpremiär på Dramaten och 2007 följdes den av pjäsen Helgonlegender, en "sorgesång över det svenska folkhemmets nedmontering". Majgull Axelsson skrev också texten till ett musikkonstverk, Holocene, som uppfördes i Berwaldhallen i samband med Östersjöfestivalen 2008. Hösten 2011 medverkade hon i SVT:s Sommarpratarna.
Majgull Axelsson bor i Lidingö kommun. Hon är gift med journalisten Jan Axelsson (född 1947) sedan 1971.

## Priser och utmärkelser
- 1992 – TCO:s kulturpris
- 1995 – Moa-priset
- 1997 – Augustpriset för Aprilhäxan
- 1997 – BMF-plaketten för Aprilhäxan
- 1998 – Industrifackets kulturstipendium
- 1999 – Guldpocket för Aprilhäxan
- 2001 – Stiftelsen SEKO sjöfolks kulturstipendiefonds kulturpris
- 2000 – Årets författare (SKTF)
- 2001 – Litteris et Artibus
- 2004 – Årets bok-Månadens boks litterära pris
- 2006 – Hedenvind-plaketten
- 2010 – Alfhildpriset
- 2011 – Stockholms stads hederspris
- 2014 – BMF-plaketten för Jag heter inte Miriam
- 2015 – Norrköpings hederspris S:t Olofsmedaljen
- 2015 – Stora Ljudbokspriset för Jag heter inte Miriam
- 2015 – Ivar Lo-priset
- 2016 – Viktor Rydbergspriset
- 2016 – Eyvind Johnsonpriset
- 2016 – Signe Ekblad-Eldhs pris
- 2018 – Lars Ahlin-stipendiet[5]